# Großhansdorf
Großhansdorf é um município da Alemanha localizado no distrito de Stormarn, estado de Schleswig-Holstein.